# Бетани (Илиноис)
Бетани (енгл. Bethany) град је у америчкој савезној држави Илиноис.

## Демографија
По попису из 2010. године број становника је 1.352, што је 65 (5,1%) становника више него 2000. године.
| Група             | 2000.         | 2010.         |
| Белци             | 1.273 (98,9%) | 1.316 (97,3%) |
| Афроамериканци    | 1 (0,1%)      | 3 (0,2%)      |
| Азијати           | 0 (0,0%)      | 0 (0,0%)      |
| Хиспаноамериканци | 3 (0,2%)      | 25 (1,8%)     |
| Укупно            | 1.287         | 1.352         |